# Olympische Sommerspiele 2024/Teilnehmer (Finnland)
| Gelbes Symbol für Goldmedaillen mit stilisierten Olympischen Ringen | Graues Symbol für Silbermedaillen mit stilisierten Olympischen Ringen | Braundes Symbol für Bronzemedaillen mit stilisierten Olympischen Ringen |
| ------------------------------------------------------------------- | --------------------------------------------------------------------- | ----------------------------------------------------------------------- |
| —                                                                   | —                                                                     | —                                                                       |

Finnland nahm an den Olympischen Spielen 2024 vom 26. Juli bis zum 11. August 2024 in Paris mit 56 Athleten (23 Männer, 33 Frauen) teil. Es war die insgesamt 27. Teilnahme an Olympischen Sommerspielen und die erste, bei der keine Medaille erkämpft wurde.

## Teilnehmer nach Sportarten

### Badminton
Über die Race-to-Paris-Rangliste qualifizierte sich Kalle Koljonen im Einzel der Männer für die Olympischen Spiele.
| Athleten       | Wettbewerb | Gruppenphase | Gruppenphase        | Gruppenphase | Gruppenphase | Achtelfinale  | Achtelfinale  | Viertelfinale | Viertelfinale | Halbfinale    | Halbfinale    | Finale / Platz 3 | Finale / Platz 3 | Rang |
| Athleten       | Wettbewerb | Gegner       | Ergebnis            | Punkte       | Rang         | Gegner        | Ergebnis      | Gegner        | Ergebnis      | Gegner        | Ergebnis      | Gegner           | Ergebnis         | Rang |
| -------------- | ---------- | ------------ | ------------------- | ------------ | ------------ | ------------- | ------------- | ------------- | ------------- | ------------- | ------------- | ---------------- | ---------------- | ---- |
| Männer         |            |              |                     |              |              |               |               |               |               |               |               |                  |                  |      |
| Kalle Koljonen | Einzel     | G. Paul      | 0:2 (9:21, 10:21)   | RET          | RET          | ausgeschieden | ausgeschieden | ausgeschieden | ausgeschieden | ausgeschieden | ausgeschieden | ausgeschieden    | ausgeschieden    | 38   |
| Kalle Koljonen | Einzel     | K. Vitidsarn | 0:2 (4:21, 0:8 RET) | RET          | RET          | ausgeschieden | ausgeschieden | ausgeschieden | ausgeschieden | ausgeschieden | ausgeschieden | ausgeschieden    | ausgeschieden    | 38   |

### Bogenschießen
Über die Neuverteilung ungenutzter Qualifikationsplätze erhielt Finnland einen Startplatz für den Einzelwettbewerb der Männern.
| Athleten        | Wettbewerb | Qualifikation | Qualifikation | 1. Runde  | 1. Runde | 2. Runde      | 2. Runde      | Achtelfinale  | Achtelfinale  | Viertelfinale | Viertelfinale | Halbfinale    | Halbfinale    | Finale / Platz 3 | Finale / Platz 3 | Rang |
| Athleten        | Wettbewerb | Ringe         | Rang          | Gegner    | Ergebnis | Gegner        | Ergebnis      | Gegner        | Ergebnis      | Gegner        | Ergebnis      | Gegner        | Ergebnis      | Gegner           | Ergebnis         | Rang |
| --------------- | ---------- | ------------- | ------------- | --------- | -------- | ------------- | ------------- | ------------- | ------------- | ------------- | ------------- | ------------- | ------------- | ---------------- | ---------------- | ---- |
| Männer          |            |               |               |           |          |               |               |               |               |               |               |               |               |                  |                  |      |
| Antti Tekoniemi | Einzel     | 656           | 41            | Tai Y.-h. | 0:6      | ausgeschieden | ausgeschieden | ausgeschieden | ausgeschieden | ausgeschieden | ausgeschieden | ausgeschieden | ausgeschieden | ausgeschieden    | ausgeschieden    | 33   |

### Boxen
Über das zweite internationale Qualifikationsturnier in Bangkok qualifizierte sich Pihla Kaivo-oja im Halbfliegengewicht der Frauen.
| Athleten        | Wettbewerb       | 1. Runde | 1. Runde | Achtelfinale | Achtelfinale | Viertelfinale   | Viertelfinale | Halbfinale    | Halbfinale    | Finale        | Finale        | Rang |
| Athleten        | Wettbewerb       | Gegner   | Ergebnis | Gegner       | Ergebnis     | Gegner          | Ergebnis      | Gegner        | Ergebnis      | Gegner        | Ergebnis      | Rang |
| --------------- | ---------------- | -------- | -------- | ------------ | ------------ | --------------- | ------------- | ------------- | ------------- | ------------- | ------------- | ---- |
| Frauen          |                  |          |          |              |              |                 |               |               |               |               |               |      |
| Pihla Kaivo-oja | Klasse bis 50 kg | M. Tembo | 5:0      | J. Lozano    | 5:0          | B. N. Çakıroğlu | 0:5           | ausgeschieden | ausgeschieden | ausgeschieden | ausgeschieden | 5    |

### Golf
Über das Olympic Golf Ranking der IGF qualifizierten sich vier finnische Golfer für die Olympischen Spiele.
| Athleten         | Runde 1 | Runde 2 | Runde 3 | Runde 4 | Gesamt | Par | Rang |
| ---------------- | ------- | ------- | ------- | ------- | ------ | --- | ---- |
| Frauen           |         |         |         |         |        |     |      |
| Ursula Wikström  | 82      | 72      | 81      | 72      | 307    | +19 | 57   |
| Noora Komulainen | 84      | 82      | 78      | WD      | —      | —   | —    |
| Männer           |         |         |         |         |        |     |      |
| Sami Välimäki    | 67      | 71      | 72      | 75      | 285    | +1  | 45   |
| Tapio Pulkkanen  | 69      | 72      | 71      | 70      | 282    | −2  | 35   |

### Judo
Über die IJF-Weltrangliste konnten sich zwei finnische Judokas qualifizieren.
| Athleten           | Wettbewerb         | 1. Runde   | 1. Runde | 2. Runde   | 2. Runde | Achtelfinale  | Achtelfinale  | Viertelfinale | Viertelfinale | Halbfinale / Trostrunde | Halbfinale / Trostrunde | Finale / Platz 3 | Finale / Platz 3 | Rang |
| Athleten           | Wettbewerb         | Gegner     | Ergebnis | Gegner     | Ergebnis | Gegner        | Ergebnis      | Gegner        | Ergebnis      | Gegner                  | Ergebnis                | Gegner           | Ergebnis         | Rang |
| ------------------ | ------------------ | ---------- | -------- | ---------- | -------- | ------------- | ------------- | ------------- | ------------- | ----------------------- | ----------------------- | ---------------- | ---------------- | ---- |
| Männer             |                    |            |          |            |          |               |               |               |               |                         |                         |                  |                  |      |
| Luukas Saha        | Klasse bis 66 kg   | M. Demirel | 1:0s2    | —          | —        | D. Vieru      | 0s2:1s1       | ausgeschieden | ausgeschieden | ausgeschieden           | ausgeschieden           | ausgeschieden    | ausgeschieden    | 9    |
| Martti Puumalainen | Klasse über 100 kg | Freilos    | Freilos  | U. Kokauri | 0:10     | ausgeschieden | ausgeschieden | ausgeschieden | ausgeschieden | ausgeschieden           | ausgeschieden           | ausgeschieden    | ausgeschieden    | 9    |

### Leichtathletik
Die Olympianormen des Weltverbandes konnten in neun Disziplinen erreicht werden.
Laufen und Gehen
| Athleten            | Wettbewerb       | Vorlauf          | Vorlauf | Hoffnungslauf | Hoffnungslauf | Halbfinale    | Halbfinale    | Finale        | Finale        | Rang          |
| Athleten            | Wettbewerb       | Zeit             | Rang    | Zeit          | Rang          | Zeit          | Rang          | Zeit          | Rang          | Rang          |
| ------------------- | ---------------- | ---------------- | ------- | ------------- | ------------- | ------------- | ------------- | ------------- | ------------- | ------------- |
| Frauen              |                  |                  |         |               |               |               |               |               |               |               |
| Lotta Kemppinen     | 100 m            | 11,56 s          | 7       | —             | —             | ausgeschieden | ausgeschieden | ausgeschieden | ausgeschieden | ausgeschieden |
| Eveliina Määttänen  | 800 m            | 2:00,02 min      | 4       | 2:00,38 min   | 4             | ausgeschieden | ausgeschieden | ausgeschieden | ausgeschieden | ausgeschieden |
| Sara Lappalainen    | 1500 m           | 4:08,66 min      | 12      | DNS           | DNS           | ausgeschieden | ausgeschieden | ausgeschieden | ausgeschieden | ausgeschieden |
| Nathalie Blomqvist  | 5000 m           | 15:02,75 min     | 7       | —             | —             | —             | —             | 14:53,10 min  | 13            | 13            |
| Lotta Harala        | 100 m Hürden     | 12,97 s          | 5       | 12,86 s       | 1             | 13,05 s       | 8             | ausgeschieden | ausgeschieden | ausgeschieden |
| Reetta Hurske       | 100 m Hürden     | 12,96 s          | 6       | 12,83 s       | 3             | ausgeschieden | ausgeschieden | ausgeschieden | ausgeschieden | ausgeschieden |
| Viivi Lehikoinen    | 400 m Hürden     | 56,67 s          | 7       | 58,04 s       | 6             | ausgeschieden | ausgeschieden | ausgeschieden | ausgeschieden | ausgeschieden |
| Ilona Mononen       | 3000 m Hindernis | 9:22,77 min (NR) | 6       | —             | —             | —             | —             | ausgeschieden | ausgeschieden | ausgeschieden |
| Camilla Richardsson | Marathon         | —                | —       | —             | —             | —             | —             | 2:38:02 h     | 65            | 65            |
| Männer              |                  |                  |         |               |               |               |               |               |               |               |
| Elmo Lakka          | 110 m Hürden     | 13,84 s          | 7       | 13,75 s       | 7             | ausgeschieden | ausgeschieden | ausgeschieden | ausgeschieden | ausgeschieden |
| Topi Raitanen       | 3000 m Hindernis | 8:33,12 min      | 11      | —             | —             | —             | —             | ausgeschieden | ausgeschieden | ausgeschieden |
| Aku Partanen        | 20 km Gehen      | —                | —       | —             | —             | —             | —             | 1:22:56 h     | 32            | 32            |

Springen und Werfen
| Athleten           | Wettbewerb     | Qualifikation | Qualifikation | Finale        | Finale        | Rang |
| Athleten           | Wettbewerb     | Weite/Höhe    | Rang          | Weite/Höhe    | Rang          | Rang |
| ------------------ | -------------- | ------------- | ------------- | ------------- | ------------- | ---- |
| Frauen             |                |               |               |               |               |      |
| Ella Junnila       | Hochsprung     | 1,83 m        | 28            | ausgeschieden | ausgeschieden | 28   |
| Elina Lampela      | Stabhochsprung | 4,55 m        | 7             | 4,40 m        | 14            | 14   |
| Wilma Murto        | Stabhochsprung | 4,55 m        | 9             | 4,70 m        | 6             | 6    |
| Senni Salminen     | Dreisprung     | DNS           | DNS           | DNS           | DNS           | DNS  |
| Suvi Koskinen      | Hammerwurf     | 67,90 m       | 21            | ausgeschieden | ausgeschieden | 21   |
| Silja Kosonen      | Hammerwurf     | 72,11 m       | 9             | 74,04 m       | 5             | 5    |
| Krista Tervo       | Hammerwurf     | 74,79 m (NR)  | 1             | 73,83 m       | 6             | 6    |
| Anni-Linnea Alanen | Speerwurf      | 55,30 m       | 30            | ausgeschieden | ausgeschieden | 30   |
| Männer             |                |               |               |               |               |      |
| Urho Kujanpää      | Stabhochsprung | 5,40 m        | 29            | ausgeschieden | ausgeschieden | 29   |
| Lassi Etelätalo    | Speerwurf      | 82,91 m       | 12            | 84,58 m       | 8             | 8    |
| Oliver Helander    | Speerwurf      | 83,81 m       | 10            | 82,68 m       | 9             | 9    |
| Toni Keränen       | Speerwurf      | 85,27 m       | 8             | 80,92 m       | 10            | 10   |

Mehrkampf 
| Athletinnen   | 100 m Hürden | 100 m Hürden | Hochsprung | Hochsprung | Kugelstoßen | Kugelstoßen | 200 m   | 200 m  | Weitsprung | Weitsprung | Speerwurf | Speerwurf | 800 m       | 800 m  | Punkte | Rang |
| Athletinnen   | Zeit         | Punkte       | Höhe       | Punkte     | Weite       | Punkte      | Zeit    | Punkte | Weite      | Punkte     | Weite     | Punkte    | Zeit        | Punkte | Punkte | Rang |
| ------------- | ------------ | ------------ | ---------- | ---------- | ----------- | ----------- | ------- | ------ | ---------- | ---------- | --------- | --------- | ----------- | ------ | ------ | ---- |
| Siebenkampf   |              |              |            |            |             |             |         |        |            |            |           |           |             |        |        |      |
| Saga Vanninen | 13,61 s      | 1034         | 1,74 m     | 903        | 14,19 m     | 807         | 24,74 s | 911    | 5,85 m     | 804        | 47,00 m   | 802       | 2:14,36 min | 902    | 6163   | 15   |

### Radsport
Durch den 22. Platz in der UCI-Straßen-Weltrangliste der Frauen nach Nationen durfte eine finnische Radsportlerin am Straßenrennen wie auch im Einzelzeitfahren teilnehmen. Im Mountainbike der Männer ist man als Nachrücker mit einem Athleten dabei.

#### Straße
| Athleten         | Wettbewerb       | Zeit         | Rang |
| ---------------- | ---------------- | ------------ | ---- |
| Frauen           |                  |              |      |
| Anniina Ahtosalo | Straßenrennen    | 4:07:04 h    | 37   |
| Anniina Ahtosalo | Einzelzeitfahren | 45:05,18 min | 30   |

#### Mountainbike
| Athleten     | Wettbewerb    | Zeit | Rang |
| ------------ | ------------- | ---- | ---- |
| Männer       |               |      |      |
| Joni Savaste | Cross-Country | DNF  | DNF  |

### Reiten
Im Dressurreiten war Finnland mit einer Mannschaft und folglich auch mit drei Reitern im Einzel vertreten. Dabei profitierte das Team von der Neuverteilung ungenutzter Qualifikationsplätze. Die Vielseitigkeitsmannschaft verpasste die Teilnahme, jedoch qualifizierten sich zwei Athleten über die Rangliste.

#### Dressurreiten
| Athleten                                                                                      | Wettbewerb | Prozent / Punkte           | Prozent / Punkte | Prozent / Punkte | Rang |
| Athleten                                                                                      | Wettbewerb | Grand Prix (Qualifikation) | GP Spécial       | GP Kür           | Rang |
| --------------------------------------------------------------------------------------------- | ---------- | -------------------------- | ---------------- | ---------------- | ---- |
| Emma Kanerva mit Greek Air                                                                    | Einzel     | 73,680                     | —                | 81,607           | 12   |
| Joanna Robinson mit Glamouraline                                                              | Einzel     | 65,637                     | —                | ausgeschieden    | 54   |
| Henri Ruoste mit Tiffanys Diamond                                                             | Einzel     | 70,621                     | —                | ausgeschieden    | 30   |
| Emma Kanerva mit Greek Air Joanna Robinson mit Glamouraline Henri Ruoste mit Tiffanys Diamond | Mannschaft | 209,938                    | 212,036          | —                | 8    |

#### Vielseitigkeitsreiten
| Athleten                         | Wettbewerb | Minuspunkte Dressur | Minuspunkte Gelände | Minuspunkte Springen | Minuspunkte Springen | Minuspunkte Gesamt | Rang          |
| -------------------------------- | ---------- | ------------------- | ------------------- | -------------------- | -------------------- | ------------------ | ------------- |
| Veera Manninen mit Sir Greg      | Einzel     | 36,80               | 18,40               | 1,20                 | ausgeschieden        | 56,40              | 36            |
| Sanna Siltakorpi mit Bofey Click | Einzel     | 35,40               | 20,80               | ausgeschieden        | ausgeschieden        | ausgeschieden      | ausgeschieden |

### Ringen
Beim europäischen Qualifikationsturnier in Baku konnte Jonni Sarkkinen einen Quotenplatz für Finnland in der Klasse bis 77 kg im griechisch-römischen Stil erreichen. Beim finalen Qualifikationsturnier in Istanbul kam ein weiterer Platz hinzu.

#### Griechisch-römischer Stil
Legende: G = Gewonnen, V = Verloren, S = Schultersieg
| Athleten        | Wettbewerb       | Achtelfinale | Achtelfinale | Viertelfinale | Viertelfinale | Halbfinale    | Halbfinale    | Hoffnungsrunde Halbfinale | Hoffnungsrunde Halbfinale | Hoffnungsrunde Finale | Hoffnungsrunde Finale | Finale        | Finale        | Rang |
| Athleten        | Wettbewerb       | Gegner       | Ergebnis     | Gegner        | Ergebnis      | Gegner        | Ergebnis      | Gegner                    | Ergebnis                  | Gegner                | Ergebnis              | Gegner        | Ergebnis      | Rang |
| --------------- | ---------------- | ------------ | ------------ | ------------- | ------------- | ------------- | ------------- | ------------------------- | ------------------------- | --------------------- | --------------------- | ------------- | ------------- | ---- |
| Männer          |                  |              |              |               |               |               |               |                           |                           |                       |                       |               |               |      |
| Jonni Sarkkinen | Klasse bis 77 kg | M. Amojan    | V 0:8        | ausgeschieden | ausgeschieden | ausgeschieden | ausgeschieden | ausgeschieden             | ausgeschieden             | ausgeschieden         | ausgeschieden         | ausgeschieden | ausgeschieden | 13   |
| Arvi Savolainen | Klasse bis 97 kg | F. Rouabah   | G 4:0        | G. Rosillo    | V 2:5         | ausgeschieden | ausgeschieden | ausgeschieden             | ausgeschieden             | ausgeschieden         | ausgeschieden         | ausgeschieden | ausgeschieden | 8    |

### Schießen
| Athleten         | Wettbewerb                                 | Qualifikation   | Qualifikation | Finale          | Finale        | Rang |
| Athleten         | Wettbewerb                                 | Ringe/ Scheiben | Rang          | Ringe/ Scheiben | Rang          | Rang |
| ---------------- | ------------------------------------------ | --------------- | ------------- | --------------- | ------------- | ---- |
| Frauen           |                                            |                 |               |                 |               |      |
| Noora Antikainen | Trap                                       | 107             | 30            | ausgeschieden   | ausgeschieden | 30   |
| Männer           |                                            |                 |               |                 |               |      |
| Aleksi Leppä     | 50 m Kleinkalibergewehr Dreistellungskampf | 586             | 24            | ausgeschieden   | ausgeschieden | 24   |
| Aleksi Leppä     | 10 m Luftgewehr                            | 627,8           | 22            | ausgeschieden   | ausgeschieden | 22   |
| Eetu Kallioinen  | Skeet                                      | 117             | 20            | ausgeschieden   | ausgeschieden | 20   |

### Schwimmen
| Athleten       | Wettbewerb  | Vorlauf     | Vorlauf | Halbfinale    | Halbfinale    | Finale        | Finale        | Rang |
| Athleten       | Wettbewerb  | Zeit        | Rang    | Zeit          | Rang          | Zeit          | Rang          | Rang |
| -------------- | ----------- | ----------- | ------- | ------------- | ------------- | ------------- | ------------- | ---- |
| Frauen         |             |             |         |               |               |               |               |      |
| Ida Hulkko     | 100 m Brust | 1:08,73 min | 26      | ausgeschieden | ausgeschieden | ausgeschieden | ausgeschieden | 26   |
| Männer         |             |             |         |               |               |               |               |      |
| Matti Mattsson | 200 m Brust | 2:11,18 min | 18      | ausgeschieden | ausgeschieden | ausgeschieden | ausgeschieden | 18   |

### Segeln
Bei den Segel-Weltmeisterschaften 2023 in Den Haag konnten drei finnische Boote einen Startplatz für die Olympischen Spiele erreichen. Bei der Last Chance Regatta kamen zwei weitere Quotenplätze hinzu.
| Athleten                      | Wettbewerb        | Qualifikation | Qualifikation | Medal Race    | Medal Race    | Punkte | Rang |
| Athleten                      | Wettbewerb        | Punkte        | Rang          | Punkte        | Rang          | Punkte | Rang |
| ----------------------------- | ----------------- | ------------- | ------------- | ------------- | ------------- | ------ | ---- |
| Frauen                        |                   |               |               |               |               |        |      |
| Monika Mikkola                | Laser Radial      | 127           | 16            | ausgeschieden | ausgeschieden | 127    | 16   |
| Ronja Grönblom Veera Hokka    | 49erFX            | 116           | 15            | ausgeschieden | ausgeschieden | 116    | 15   |
| Männer                        |                   |               |               |               |               |        |      |
| Jakob Eklund                  | Windsurfen iQFoiL | 172           | 20            | ausgeschieden | ausgeschieden | 172    | 20   |
| Kaarle Tapper                 | Laser             | 214           | 37            | ausgeschieden | ausgeschieden | 214    | 37   |
| Mixed                         |                   |               |               |               |               |        |      |
| Sinem Kurtbay Akseli Keskinen | Nacra 17          | 79            | 7             | 18            | 9             | 97     | 7    |

### Skateboard
Über die olympische Qualifikationsrangliste konnte sich mit Heili Sirviö eine finnische Skateboarderin im Parkwettbewerb für Paris qualifizieren.
| Athleten     | Wettbewerb | Qualifikation | Qualifikation | Finale | Finale | Rang |
| Athleten     | Wettbewerb | Punkte        | Rang          | Punkte | Rang   | Rang |
| ------------ | ---------- | ------------- | ------------- | ------ | ------ | ---- |
| Frauen       |            |               |               |        |        |      |
| Heili Sirviö | Park       | 83,42         | 5             | 88,89  | 5      | 5    |